# ナンジャ・ラージャ
ナンジャ・ラージャ（Nanja Raja, 1748年 - 1770年8月2日）は、南インドのカルナータカ地方、マイソール王国の君主（在位：1766年 - 1770年）。

## 生涯
1766年4月25日、父クリシュナ・ラージャ2世が死亡したことにより、ナンジャ・ラージャが王位を継承した。
しかし、 サルヴァーディカーリー（首席大臣）のハイダル・アリーが父の治世末期より全権を握っており、その統治は名ばかりであった。
また、1767年から1769年にかけて、ハイダル・アリーはタミル地方に侵攻し、イギリス と3年にわたる戦争を行った（第一次マイソール戦争）。
1770年8月2日、ナンジャ・ラージャはハイダル・アリーの命によって送られた毒入りの牛乳を飲み、シュリーランガパトナの宮殿で死亡した。